# Show Your Bones
Show Your Bones es el segundo álbum de estudio de la banda norteamericana de rock Yeah Yeah Yeahs. El álbum, fue producido por Squeak E. Clean y pertenece al catálogo de Interscope Records. Su sencillo es "Gold Lion", tema que alcanzó a ser número dos en la lista de los Billboard canadienses.
A pesar de ser el sucesor del exitoso Fever to Tell, este álbum marca una ruta distinta al primer trabajo por el cual fue conocido el grupo. Musicalmente, el álbum es más tranquilo, ya que, tanto la fuerza de la guitarra, como la de la voz principal, están más contenidas ("Turn Into", "Warrior" y "The Sweets"). "Mysteries" es el único quiebre con respecto al sonido que se desarrolla en el disco al ser un tema apegado a un rock menos melódico. La vocalista, Karen O, dijo que no querían hacer un "Fever to Tell 2".

## Lista de canciones
| N.º | Título           | Duración |  |
| 1.  | «Gold Lion»      | 3:07     |  |
| 2.  | «Way Out»        | 2:51     |  |
| 3.  | «Fancy»          | 4:24     |  |
| 4.  | «Phenomena»      | 4:10     |  |
| 5.  | «Honeybear»      | 2:25     |  |
| 6.  | «Cheated Hearts» | 3:58     |  |
| 7.  | «Dudley»         | 3:41     |  |
| 8.  | «Mysteries»      | 2:35     |  |
| 9.  | «The Sweets»     | 3:55     |  |
| 10. | «Warrior»        | 3:42     |  |
| 11. | «Turn Into»      | 4:05     |  |

| Bonus Track en Reino Unido |           |          |  |
| N.º                        | Título    | Duración |  |
| 12.                        | «Déjà Vu» |          |  |

## Listas de éxitos
| Listas (2009)    | Posición |
| ---------------- | -------- |
| US Billboard 200 | 11       |
| UK Albums Chart  | 7        |

## Músicos
- Karen O - voz, omnichord y piano
- Nick Zinner - guitarra y teclados
- Brian Chase - batería, percusión y guitarra

- Datos: Q2629545